# Saint-Lions
Saint-Lions é uma comuna francesa na região administrativa da Provença-Alpes-Costa Azul, no departamento dos Alpes da Alta Provença. Estende-se por uma área de 11,55 km². Em 2010 a comuna tinha 46 habitantes (densidade: 4 hab./km²).